# Muzjiki!
Muzjiki! (russisk: Мужики!) er en sovjetisk spillefilm fra 1981 af Iskra Babitj.

## Medvirkende
- Aleksandr Mikhajlov som Pavel
- Pjotr Glebov som Matvej Zubov
- Vera Alkhovskaja som Polina Zakharovna
- Irina Ivanova som Polina
- Mikhail Buzyljov-Kretso som Stepan